# محمود أسد
محمود أسد هو مهاجم كرة قدم عراقي سابق لعب لمنتخب العراق بين عامي 1966 و1967. ولعب في كأس الأمم العربية 1966 وسجل هدفاً واحداً.

## الإحصائيات المهنية

### الأهداف الدولية
| #  | تاريخ        | مكان                | الخصم  | أهداف | نتيجة | مسابقة         |
| -- | ------------ | ------------------- | ------ | ----- | ----- | -------------- |
| 1. | 3 أبريل 1966 | ملعب الكشافة، بغداد | الأردن | 1 –0  | 2-1   | كأس العرب 1966 |